# スモレンスクの戦い (1943年)
スモレンスクの戦い（スモレンスクのたたかい）とは、1943年8月7日から10月2日にかけてスモレンスクで行われた2回目の戦い。この戦いにおけるソビエト赤軍の戦略的攻撃は1943年夏秋の作戦の一部として行われた。
この作戦はドニエプル川の戦い（8月13日 - 9月22日）とほぼ同時に発動して2箇月続き、カリーニン戦線（司令官アンドレイ・エリョーメンコ）と西部戦線（司令官ワシーリー・ソコロフスキー）が主導、1941年に行われた第1次スモレンスク攻防戦で占領されたスモレンスクとブリャンスク地方からドイツ軍を掃討することが目的であった。
ドイツ軍の必死の防衛にもかかわらず、ソビエト赤軍は進撃を重ね、スモレンスク、ロスラヴリなどの主要都市を奪還した。この結果、ソビエト赤軍はベロルシアの解放作戦を立案し始めた。しかし、ソビエト赤軍による反撃はドイツ軍の激しい抵抗により、ほとんど進まなかった。
スモレンスクの戦い自体が重要な戦いではあったが、この作戦はドニエプル川周辺での戦闘に大きく影響を与えていた。ソビエト赤軍がドニエプル川を南方面で横断するための重要な土地、スモレンスク。この場所での作戦にはドイツ55個師団が必要であると見積もられた。作戦中、ソビエト赤軍はモスクワを西側から攻撃するために歴史的にも重要なスモレンスク陸橋で、ドイツ軍に決定的な打撃を与えた。
この作戦には以下の小さな作戦を含んでいる。
1. スパス＝ジェメンスク攻略作戦（1943年8月7日 - 1943年8月20日）
2. ドゥホフシチーナ － デミドフ攻略作戦（第一次）（1943年8月13日 - 1943年8月18日）
3. エリニャ - ドロゴブージ攻略作戦（1943年8月28日 - 1943年9月6日）
4. ドゥホフシチーナ － デミドフ攻略作戦（第二次）1943年9月14日 - 1943年10月2日）
5. スモレンスク - ロスラヴリ攻略作戦（1943年9月15日 - 1943年10月2日）
6. ブリャンスク攻略作戦（1943年8月17日 – 1943年10月3日）

## 戦略的背後関係
1943年7月、クルスクの戦いがドイツ軍の敗北に終わり、ドイツが東部戦線で主導権を得られる可能性はなくなった。ドイツ軍の損害は数字上も激しいものであったが、それ以上にこの2年間に及ぶ戦いで経験豊富な将兵らを失ったことによる戦力の低下はがさらなる問題であり、これはドイツ軍がソビエト赤軍の対応に精一杯という状況をつくりだした。
一方、ソビエト連邦指導者ヨシフ・スターリンはウラヌス作戦以降のソビエト赤軍が、これまでナチス・ドイツに占領された領土を回復することを決定、そしてそれはスターリングラードの解放に繋がった。ドニエプル川での作戦により、ウクライナの解放を行い、南部で戦線を西へ押し戻すことになっていた。そして、さらにドイツ軍を弱体化させ、北方のドイツ軍の戦力を弱らせる意味も含めてスモレンスクでの作戦が発動、そして、この作戦は戦線南部のドイツ軍を弱らせることとなった。この両作戦は戦略的攻撃作戦の一部であり、ナチスドイツが占領しているソビエト連邦の領土をできうる限り、取り戻そうとしていた。
30年後、アレクサンドル・ヴァシレフスキー元帥（1943年時のソビエト赤軍総司令部参謀総長）は回顧録にこう書いている。

「この大胆で、非常に多くの部隊が参加する作戦はいくつかの小さな作戦を通して実行された。スモレンスクでの作戦活動…（中略）…ドンバスでの作戦活動、ウクライナ左側面での作戦活動…（後略）」

### 地形問題

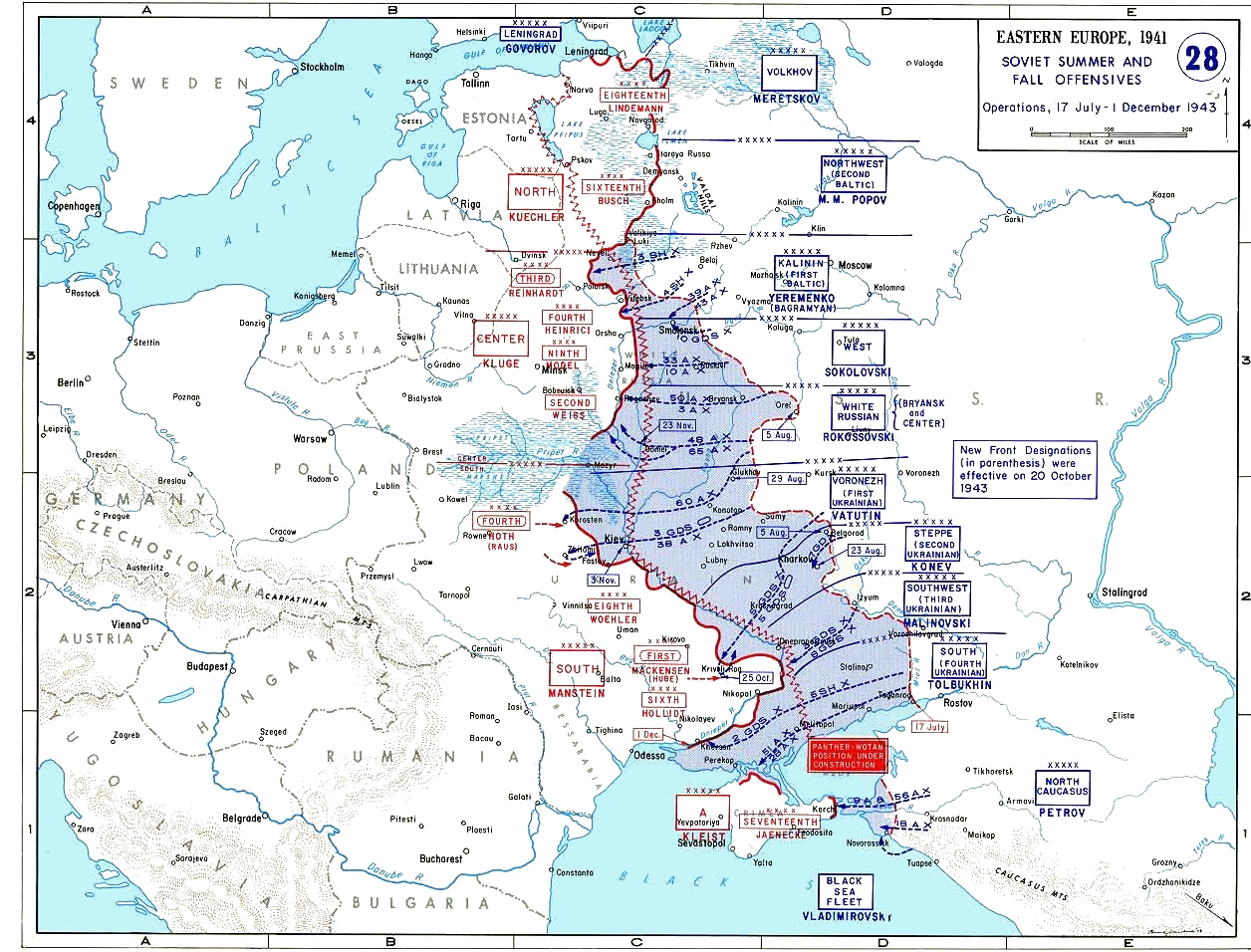
スモレンスクの戦い及び、関連作戦活動

作戦を行うことになっていた地域は峡谷と沼地で形成され、わずかな丘と平野でさえも作戦行動が支障をきたす深い森で覆われていた。そして、地形によっては250 mから270 mの高さがあり、砲兵による支援攻撃を考慮しなければならず、1943年当時、この地域は松で覆われ、そこに深い茂みが混ざっていた。
また、この地区には多数の川が流れており、最も重要な川として、ドネツ盆地を流れるドニエプル川、ダウガヴァ川、デスナ川、ヴォゥラスト（農村ソビエト）を流れるウグラ川らが存在していた。これらの川は10 mから120 mの川幅を持ち、深さは40 cmから250 cmとさほど大きな川ではなかったが、周囲に広がる広大な沼地は、機械化部隊が進撃するのを困難にするには十分であった。さらに、ヨーロッパを南へ流れる川のように、ドイツ軍が保持していたドニエプル川西岸は、ソビエト赤軍が保持していた東岸より高く、そして急傾斜であり、川には橋、渡し舟が少数存在するだけであった。

### 輸送問題
ソビエト赤軍の攻撃は、その弱い輸送基盤のためにさらに困難が生じていた。道路網は発達しておらず、また舗装されたものも少なかった、そして、ロシアでは当たり前に降る夏の大雨は道を泥濘に変えてしまい、どんなに機械化された部隊の進撃を遅延させることとなっており、深刻な問題となっていた。鉄道に関しても、ソビエト赤軍が使用できる鉄路は唯一、ルジェフ－ヴャジマ－キーロフを結ぶものだけであった。
一方、ドイツ軍は道路網と鉄道網を保持しており、それはスモレンスクとロスラヴリに集中していた。これらの町にドイツ軍の物資基地があり、ドイツ軍への素早い物資供給と援軍の派遣を行っていた。ドイツ軍にとって重要な鉄路はスモレンスク－ブリャンスクを結ぶ線と、ドイツ本国とオリョール近辺に展開しているドイツ軍とを結ぶネヴェリ－ヴォルシャ－モギリョフを走るものであった。しかし、ドイツ鉄道網攻撃を予定しているソビエトパルチザンによるコンサート作戦のために、破壊された。

## 戦闘序列

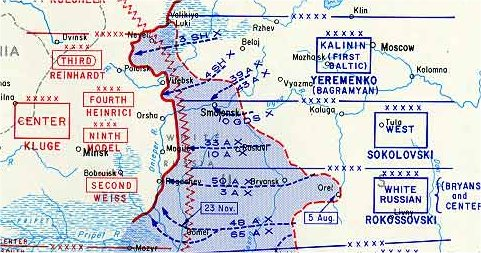
スモレンスクにおけるソビエト赤軍の攻撃

### ソビエト赤軍の陣容
1943年7月当時、東部戦線におけるソビエト赤軍の最前線ではオリョールに集中する凹形であり、さらにオリョールで小さな凹形を形成していた。そして、それにより、北側面からドイツ軍防衛線を攻撃するのに都合よく存在していた。そのため、攻撃の主力となるカリーニン在住のソビエト赤軍西部戦線にとっては難しいものとなる可能性があった。
カリーニン戦線には第10親衛軍、第5軍、第10軍、第21軍、第33軍、第49軍、第68軍、第1航空軍、第2親衛戦車軍団、第5機械化軍団、第6親衛騎兵軍団が所属していた。西部戦線には第4突撃軍、第39軍、第43軍、第3航空軍、第31軍が所属していた。

### ドイツ軍の陣容
中央軍集団所属師団はこの地区での攻撃の可能性のために、集中配置されていた。例として1943年7月末、ドイツ軍の状況説明にはこう記されている。

「戦線では…（中略）…ソビエト赤軍による攻撃の可能性を示す多くの兆候が中央軍集団にもたらされ、これまでの限られた攻撃（ロスラヴリ、スモレンスク、ヴィチェプスク）、そして、中央軍集団は現在位置を保持、連続準備を行った…（攻略）」

戦線は4、5箇月前（一部地区では約18箇月）から多かれ少なかれ安定しており、防衛線を構築するのに都合の良い地形であった。このように、ドイツ軍は100 kmから130 kmに及ぶ深さに5本から6本の防衛線を築き、広く防衛陣地を築く期間が存在していた。
第1防衛区域は第1主防衛線と第2防衛線を含んでおり、12 kmから15 kmの深さで、高台に位置していた。そして主防衛線は深さ5 kmをもち、3線の塹壕と砲兵陣地で形成されており、広く連絡路を保持していた。火砲は1 km当り、6、7門を保持しており、一部、ソビエト重戦車の突破が懸念された箇所の西部では最深部の塹壕に砲兵陣地、機関銃座を形成、対戦車壕をも築いていた。また、前線前部には有刺鉄線と地雷原を3線築いていた。
第2防衛陣地（第1防衛陣地の後方約10 km地点で最重要箇所であった）は塹壕と砲陣地が一組となって形勢されていた。そこには有刺鉄線が張り巡され、重戦車の突破が予想される地点では地雷原が用意されていた。さらに、第2防衛陣地と外部との間には、万が一、ソビエト赤軍が突破してもその進撃を遅らせるための火点と部隊の配置が行われ、重砲が陣地の後方に配置されていた。
最後に、最後方の防衛陣地は、川の西岸に3本から4本の防衛線が築かれており、例として、重要な防衛線はドニエプル川西岸とデスナ川で構築されていた。その上、防衛線（エリニャ、ドゥホフシチーナ、スパス＝ジェメンスク）に位置する町は防衛を強化し、潜在的な長期戦の準備を行っていた。さらには、道路には地雷が敷設され、対戦車用の設備で覆われており、火点は背の高い建物に設置された。

## 第一段階（8月7日－8月20日）

### 突破

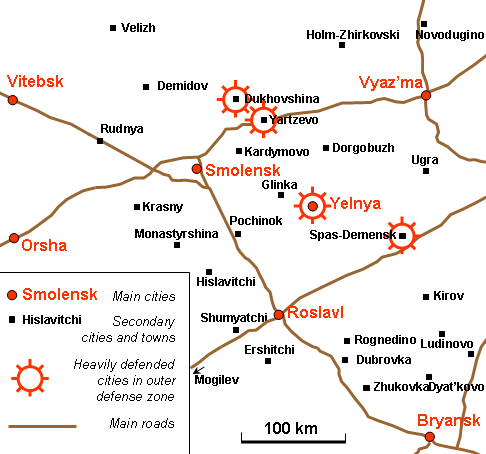
戦いの間におけるスモレンスクの部隊配置状況

1日の偵察（その偵察はドイツ軍が第1塹壕にとどまるか、撤退するかを確認するものであった）を行った後、ソビエト赤軍は午前4時40分より準備爆撃を開始、1943年8月7日午前6時半より攻撃を開始、ソビエト西部戦線所属の第5軍、第10親衛軍、第33軍の3個軍が攻撃を担当した。
しかし、ドイツ軍は各防衛地区から戦車、突撃砲、重砲、迫撃砲の支援を受けて多数の猛反撃を行ったため、その進撃は進まなかった。コンスタンチン・ロコソフスキーは「我々は順番にドイツ軍の防衛線を進撃し、文字通り、身が裂けるようであった」と回顧する。初日、ソビエト赤軍は利用できるあらゆる部隊を戦いに用いたが、わずか4 km進んだに過ぎなかった。
激しいソビエト赤軍の攻撃にもかかわらず、3個軍がドイツ軍の防衛線を突破することが不可能であることが明らかになったため、予備戦力である第68軍の投入が決定した。一方、ドイツ軍はこの防衛に3個師団（第2装甲師団、第36歩兵師団、第56歩兵師団）が、ソビエト赤軍の攻撃を止めるため、オリョールから戦線へ送られた。
翌日、北方での攻撃と同時に、ヤルツェボ方面への攻撃を再開したが、両方の攻撃はドイツ軍の反撃で停止、しかし、翌日から5日間、ソビエト赤軍はドイツ軍の猛反撃を撃退、多大な損失を負ったが、徐々に進撃し始めた。ソビエト赤軍は予備戦力を投入しながら、8月11日までには15 kmから25 km進撃することができた。しかし、第6親衛騎馬軍団の装甲部隊と騎兵部隊は度重なる攻撃を行ったが、ドイツ軍の強力な反撃のために多大な損害を負い、手詰まりに至っていた。

### スパス＝ジェメンスク攻防戦
スパス＝ジェメンスクでのソビエト赤軍による攻撃は第10軍が担当したが、ドイツ軍の反撃は北方ほど激しいものではなかった。この地域において配備されていたドイツ軍は少数であり、限られた予備戦力が存在するのみであった、そしてソビエト第10軍はドイツ防衛線を突破、2日で10 km進撃した。
しかしキーロフから再配置された第5機械化軍団は突破する任務に就くことになっていたが作戦に失敗、これは部隊の対空部隊が組織化されておらず、ドイツ空軍急降下爆撃隊の攻撃により、ソビエト赤軍のバレンタイン戦車が撃破されたことによる。そのため、第5機械化軍団は多大な損害を受け、戦場を離脱せざるを得なくなったが、結局、ソビエト赤軍は8月13日までに25 km進撃、スパス＝ジェメンスクを奪回した。

### ドゥホフシチーナ攻防戦
ソビエト赤軍総司令部はドゥホフシチーナ－ デミドフ攻略作戦を主力作戦発動1週間後の8月13日、ドゥホフシチーナ近辺で発動した。しかし、戦線ではソビエト第39軍、第43軍がドイツ軍の激しい反撃に遭遇していた。作戦初日、ドイツ軍は、戦車、突撃砲、空軍の支援の元、24個連隊規模で反撃を開始していた。
翌日より5日間、ソビエト赤軍はわずかに6 - 7 km進撃したに過ぎず、多大な損害を受けていたが、ドイツ軍にも多大な損害を与えていた。

### 攻勢失敗の原因
8月中旬までにはスモレンスク前面において、ソビエト赤軍の攻撃は停止していた。敗北の結果、手詰まりとなった為にソビエト軍の司令官たちは苦悩し、その内の何人かはその理由の説明を行った。赤軍砲兵部長兼副国防人民委員ニコライ・ヴォロノフの下で作戦を指導した参謀第一次長アレクセイ・アントーノフは回顧録で振り返る。
「我々は森と沼、そしてブリャンスクから増援されるドイツ師団の両方に対応しなければならなかった」
そして彼は攻撃が停止した8の問題を提起している。
1. ドイツ国防軍最高司令部は作戦を事前に察知、対応策がとられていたこと。
2. ドイツ国防軍は塹壕、有刺鉄線、地雷原で例外的に強化されていたこと。
3. ソビエト赤軍の狙撃師団は攻撃準備が不十分であったこと。これは予備部隊の訓練が不十分であったことに起因する。
4. ソビエト赤軍に十分な戦車が配属されていなかったこと。このためにドイツ軍防衛線を突破するのに使用できるのは歩兵部隊、迫撃砲、支援砲撃に限られ、さらにドイツ軍の地雷原と激しい反撃は歩兵部隊の進行を妨げた。
5. 連隊と師団の連携が不足していたこと。このため、攻撃中の思わぬ停止のために、一部の部隊が突出、ドイツ軍に撃退されることが発生した。
6. ソビエト赤軍の戦力はドイツ軍を上回っていたが、赤軍部隊の各指揮官はドイツ軍の激しい反撃の為に、戸惑うことがあった。
7. ソビエト赤軍歩兵連隊は、所持していた武器（機関銃、迫撃砲など）を有効活用できず、砲兵部隊の支援砲撃に頼りすぎていたこと。
8. 攻撃開始が8月3日から7日まで延期されたこと。これにより、ドイツ軍は防衛体制をとる十分な時間が取れた。

これら全ての要因を考慮して、ヴォロノフは第4戦車軍と第8砲兵軍団がブリャンスク戦線からスモレンスクへ移動、支援砲撃を行うことを要請した。
ソビエト赤軍最高司令部が求めていたものは手詰まりにより、ほとんど得られなかったが、少なくとも1つは成功したことが存在した。それは、ソビエト赤軍の攻撃により、ドイツ軍の東部戦線における戦力の40%がスモレンスクに集中、そのため、ソビエト赤軍が南のクルスクで作戦行動を行うことを容易にしていたことであった。ソビエト赤軍最高司令部は8月21日に攻撃を再開する予定であったが、戦力を補強する時間を取るために、延期を決定した。

## 第二段階（8月21日 – 9月6日）
8月中旬、ソビエト赤軍が攻撃を開始、ベルゴロド－ハリコフ攻略作戦（ロシア語: Белгородско-Харьковская наступательная операция）（ルミャンツェフ作戦（英語: Operation Polkovodets Rumyantsev、ロシア語: операция "Румянцев"））、クルスクの戦いとして知られるオリョール攻略作戦（ロシア語: Орловская наступательная операция）（クトゥーゾフ作戦（英語: Operation Polkovodets Kutuzov、ロシア語: операция "Кутузов"））から始まり、北ウクライナのドニエプル川下流の戦いにおけるドイツ軍の防衛戦と続いた。
ソビエト赤軍による戦線全域における大攻勢が開始されたにもかかわらず、ドイツ軍最高司令部はオリョールの師団を引き抜いてスモレンスク、ロスラヴリ周辺の戦力を強化していた。その結果、クルスク防衛作戦（ロシア語: Курская оборонительная операция）に続いたソビエト赤軍による攻勢はスモレンスク、ブリャンスクの南に大きな突出部を形成することになり、オリョールでの攻撃を容易にしていた。
こうした状況により、南西のロスラヴリ・ブリャンスク方面へのドイツ軍による攻撃は不可能となった。そのため、ソビエト赤軍最高司令部は攻撃の軸を西のエリニャ、スモレンスクへ移動させることを決定した。

### エリニャ攻防戦
ソビエト赤軍によるエリニャ-ドロゴブージ攻略作戦（ロシア語: Ельнинско-Дорогобужская наступательная операция）はスモレンスク攻略がその鍵となっており、デスナ川とウグラ川により形成された広大な湿地帯には地雷原が設置され、さらに町を見下ろす小高い丘には重砲を配置するなど、ドイツ軍は戦力を集結して防衛線を構築していた。一方、ドイツ軍の変化に気づいたソビエト赤軍は8月20日から27日の間に戦車、砲門で補強を行った。
ソビエト赤軍による攻撃は、第10親衛軍、第21軍、第33軍により8月28日開始され、3個戦車、機械化軍団と第1航空軍が支援を行った。これらの軍は戦線の36 kmに集中して配置されていたが、わずかに1、2週間分の軍需品と燃料を保持しているにすぎなかった。
90分の激しい準備砲撃の後、ソビエト赤軍は攻撃を開始した。地上攻撃機と同様に準備砲撃はドイツ軍に損害を与えており、ソビエト赤軍は戦線の25 km幅で進撃を開始、その日の末には6 kmから8 km進行した。さらに、翌日の29日、ソビエト狙撃師団はさらに進撃、戦線を30 km幅に12 kmから15 km、浸透した。
戦線をさらに押し戻すために、ソビエト赤軍は第2親衛戦車軍団を投入、1日で30 km進撃を行い、エリニャ周辺まで進出した。ドイツ国防軍は再編成する間もなく撃破され、ソビエト赤軍はこれを包囲し始めた。8月30日、ドイツ軍は多大な損害を負ったため、エリニャ放棄を決定した。そして、この地域からドイツ軍は全面的撤退を開始、そのため、ソビエト赤軍は9月3日までにドニエプル川東岸にまで達した。

### ブリャンスク決戦
ブリャンスク近郊での戦いは、ドイツ軍の激しい抵抗にもかかわらず、主導権はソビエト赤軍が握っていた。しかし、すでに露見していた防衛線の弱点は全て対策が取られており、ソビエト赤軍は作戦の変更を余儀なくされた。ブリャンスク北方のドゥブロフカ（Dubrovka）のドイツ軍は戦闘の準備が整っておらず、そのためソビエト赤軍はこの重要な地域のいくつかの丘を簡単に占領、ブリャンスク戦線司令官マルキアン・ポポフ大将（1943年から6月まで司令官を務めた）の知るところとなった。これはドイツ軍がソビエト赤軍の攻撃を予想していなかったことに起因した。
そのため、第1白ロシア戦線と西部戦線は南部へ移動を行い、ドブロフカとブリャンスクでドイツ軍を両側から攻撃、ドイツ軍は撤退した。9月6日までにソビエト赤軍は毎日わずかに2 kmほど進撃したにすぎず、進撃は戦線前面に渡って失速していた。
ソビエト赤軍右側面のヤルツェボ近郊の森で激しい戦いが始まり、中央部ではドイツ軍のドニエプル防衛線へ攻撃を開始、そして左側面はエリニャ南西の森へソビエト狙撃兵師団が入ったため、その攻撃は遅れた。さらにソビエト師団はすでに疲弊しており、定数の60%までに減少したため、9月7日、攻撃は停止、スモレンスク作戦の第二段階は終了した。

## 第三段階（9月7日 – 10月2日）
9月7日から14日の間、ソビエト赤軍は増強され、次の攻撃に備えていた。ソビエト赤軍最高司令部は次の目標をスモレンスク、ヴィチェプスク、オルシャなどの主要都市に設定していた。作戦は9月14日、スモレンスク－ロスラヴリで開始、カリーニン戦線と西部戦線の左側面で開始された。準備砲撃の後、ソビエト赤軍はドイツ軍の防衛線の突破を試みた。
カリーニン戦線の担当戦区ではその日の内に奥行き30 km、幅3 km - 13 kmの突出部を形成した。4日後には、ソビエト狙撃兵師団はドゥホフシチーナを占領していた。
西部戦線の担当戦区では、初日に深さ10 km、幅20 kmの突出部を形成、さらに攻撃を拡大していた。さらに同日、ヤルツェボ（スモレンスク近辺における重要な鉄道連絡地）はソビエト赤軍に奪回された。そして、西部戦線左側面のソビエト狙撃兵師団はデスナ川へ到着、その西岸へ橋頭堡を築いた。
結局、ドイツ軍のスモレンスク防衛線は突破され、ドイツ軍は包囲の危機にさらされた。ドイツ第4軍参謀長クルト・フォン・ティッペルスキルヒは後に振り返っている。
「ソビエト西部戦線はスモレンスクへ局面を打開するために、ドロゴブージ － エリニャから中央軍集団の左翼を攻撃した。それは第9軍がソビエト赤軍が東へ突出することを防ぐことができないことを明白とした。」
9月19日までにソビエト赤軍は深さ250 km、幅40 kmまで侵攻していた。翌日、ソビエト赤軍最高司令部は西部戦線へオルシャ、モギリョフへ進撃するために9月27日までにスモレンクへ到着することを命令、カリーニン戦線は10月10日までにヴィチェプスクを占領することを命令された。
9月25日、ドニエプル川北部で攻撃、突破と一晩中続いた戦いの後、ソビエト赤軍はスモレンスクの解放に成功した。
そして同日、ロスラヴリも奪取した。9月30日までにソビエト赤軍はヴィチェプスク、オルシャ、モギリョフへの進撃を行ったが、息切れを見せたため、10月2日、スモレンスクでの作戦は終了、モギリョフはドイツ軍が保持することとなった。その後、限定された攻撃街道沿いに行われ、後にネヴェリの占領に繋がった。
ソビエト赤軍はこの第三段階の20日間で、約100 kmから180 kmで進撃した。その後、白ロシア・ソビエト社会主義共和国の領域のレニノ（ Lenino）で1943年10月12、13日レニノの戦いが行われることとなる。

## その後
スモレンスクにおける戦いはソビエト赤軍の決定的な勝利とドイツ軍の身を裂くような敗北で終わった。控えめに見ても、後の侵攻作戦（この戦いのように200から250 km進撃することはなかった）と比べても、この作戦におけるソビエト赤軍の進撃は重要なものであった。
- 第一に、ドイツ軍のモスクワ侵攻は完全に不可能となり、ソビエト赤軍最高司令部が1941年より懸念していたものが取り除かれたこと。
- 第二に、ドイツ軍の環状に形勢された防衛線を破壊したこと。ドイツ軍は少数の部隊が防衛線を保持していたが、それが戦力不足であったことは明白で、数人のドイツ軍将校は戦争の後に回顧している。

「ドイツ軍は部隊と命令により連続した戦線を形成していたが、軍の劣悪な環境、軍需物資の不足、そして戦力以上に戦線を拡大したため、パッチワークのような部隊配置が戦線の崩壊を招く可能性を含んでいたことは隠されていた。」

- 第三に、スモレンスクでの作戦はドニエプル川における作戦の「補助」であり、そのため、ドイツ軍はスモレンスク近郊に40個から55個の師団をその間に配置せざるを得ず、南部へ送ることができなかったこと。
- 最後にドイツ軍の防衛線線は広大で通行が不可能であるプリピャチ湿原によって分断されており、ドイツ南方軍集団が北部の戦いに対応することが不可能であった。そのため、ドイツ軍は部隊や軍需品の素早い移動ができず、その能力を低下させることとなった。[34]

ソビエト赤軍はドイツ軍が長期に渡って占領していた区域に入ったが、そこで親衛隊、アインザッツグルッペン、ドイツ国防軍が戦争犯罪を行っていたことを発見した。さらに、スモレンスクにおける約2年間に及ぶ戦いで、ほとんどの産業、農業に渡って荒廃していた。スモレンスク州全体のうち、都市部のほぼ50%、農村地帯の80%、そして多数の工場とプラントが破壊された。
スモレンスクの戦いの後、ドニエプル防衛線とウクライナへの大規模攻撃のためにソビエト赤軍の移動を行い始め、それが終わる1944年6月まで、戦線は安定した。1944年1月、状況が北部で変化、ドイツ軍はレニングラードで追い返され、約900日に及んだレニングラード包囲戦は終わりを告げた。1944年夏、ソビエト赤軍はバグラチオン作戦を発動、ソ連領域内のドイツ軍を押し戻すことに成功、そしてポーランド、ドイツ本国へと戦線は移動することになる。

## 文献
- Author? World war 1939–1945 (collection of essays), Moscow, Ed. Foreign Lit., 1957.
- Glantz, David M. & House, Jonathan M. When Titans Clashed, Modern War Studies, I6-0899-0, Table B.
- Grechko, A.A. and al., History of Great Patriotic War, 1941–1945, Moscow, 1963.
- Grechko, A.A. and al., History of Second World War, Moscow, 1973–1979, tome 7.
- Istomin, V.P.  (collective work, part written by V.P.Istomin) Operations of Soviet Armed Forces during the Great Patriotic War 1941—1945, tome 2, Voenizdat, Moscow, 1958.
- Istomin, V.P.  Smolensk offensive operation, 1943, Moscow, Mil. Lib., 1975.
- Rokossovsky, K. Soldier's duty, Moscow, Politizdat, 1988.
- Shefov, Nikolai. Russian fights, Lib. Military History, Moscow, 2002.
- Tippelskirch, Kurt. History of Second World War, Moscow, 1957.
- Vasilevsky, A.M.  The matter of my whole life, Moscow, Politizdat, 1973.
- Voenno-istoricheskiy zhurnal (Military history journal), 1969, #10, pp. 31,32
- Voronov, N.N. On military duty, Moscow, Lib. Milit. Ed., 1963.
- Yeremenko, A.I. Years of retribution, Moscow, Science, 1969.
- Zhukov, G.K.  Memoirs, Moscow, Ed. APN, 1971, p. 485
- Zolotarev, V.A. and al., Great Patriotic War 1941–1945 (collection of essays), Moscow, 1998.